# 阿拉木图共和国广场
共和国广场，又称独立广场或新广场，是哈萨克斯坦阿拉木圖的一座广场。前哈薩克斯坦总统府位於其南侧，现在被市政办公室使用。

## 历史
该廣場是由哈萨克斯坦共产党中央委员会第一书记丁穆罕默德·庫納耶夫决定创建的，由于阿拉木圖人口增加，阿斯塔那廣場无法滿足需求，1980年，在纪念哈薩克自治社會主義蘇維埃共和國成立60周年時，该廣場正式开放，當時名稱為勃列日涅夫广场（以列昂尼德·勃列日涅夫的名字命名）。该廣場种植了落葉植物和松柏門。1981年，丁穆罕默德·庫納耶夫和党的工作人员沿着步行街区种植了70棵雪岭杉。1986年的杰勒托克桑事件就發生在該廣場。
2007年，广场开始建设地下购物娱乐中心，並拆除花岗岩平台。由于施工区的原因，60%的区域被围栏封闭，大量雪岭杉被砍伐，车辆通行受限。2012年，地下购物中心的建设结束